# Konkatedra św. Józefa w Guwahati
Konkatedra św. Józefa w Guwahati jest rzymskokatolicką katedrą w indyjskim mieście Guwahati oraz siedzibą arcybiskupa Guwahati i główną świątynią archidiecezji Guwahati. Katedra znajduje się w dzielnicy Panbazar.

## Historia
W 1988 salezjanie zdecydowali się wybudować większy kościół dla potrzeb jego wzrastającej społeczności. Kościół św. Józefa, który został zbudowany przez misjonarzy salwatoriańskich w 1910 wytrzymał próbę czasu przez więcej niż siedem dekad i został zburzony w październiku 1988, kamień węgielny obecnego kościoła został położony przez arcybiskupa Huberta D'Rosario z Shillong. 6 października 1990 obecny kościół został poświęcony przez arcybiskupa Rosario SDB.
16 sierpnia 1992, Guwahati zostało ustanowione diecezją z arcybiskupem Thomasem Menamparampilem, SDB jako jego pierwszym biskupem, kościół św. Józefa został ustanowiony kościołem katedralnym. Społeczność katolicka w Guwahati wrosła przez lata w tym głównym mieście Północnego Wschodu. Społeczność i jej instytucje kontynuują służenie ludziom na różny sposób, szczególnie poprzez edukację, ochronę zdrowia i inne egzystencjalne potrzeby ludzi.
W ubiegłym roku minęła setna rocznica wybudowania kościoła św. Józefa w Panbazar, Guwahati, komisja organizacyjna opracowała całoroczny program obchodów. Obchody setnej rocznicy rozpoczęły się od inauguracyjnej ceremonii z podniesieniem flagi św. Józefa w dniu 28 lutego 2010, niedzielę o godzinie 8:30, następnie przeszła uroczysta procesja eucharystyczna prowadzona przez członków Konferencji Katolickich Biskupów Indii i stu wiernych brało udział w tej uroczystej ceremonii.